# Gonomyia parvistyla
Gonomyia parvistyla är en tvåvingeart som beskrevs av Alexander 1979. Gonomyia parvistyla ingår i släktet Gonomyia och familjen småharkrankar.
Artens utbredningsområde är Panama. Inga underarter finns listade i Catalogue of Life.